# Izaija (knjiga)
Izaija je jedna od knjiga Biblije i Staroga zavjeta. Prva je na popisu proročkih knjiga te najveća od njih. Oko 60 puta citira se u Novom zavjetu. Biblijska kratica knjige je Iz.
Izaija je jedan od četiriju velikih biblijskih proroka. Njegovo ime znači: "Jahve je spasenje". Na početku knjige napisao je, da je "sin Amosov" i da je prorokovao "u dane Uzije, Jotama, Ahaza i Ezekije, kraljeva judejskih." Bio je oženjen i imao je dva sina. Prvi se zvao Sear Jasub (hebr. "Ostatak će se obratiti", Iz 7 3), a drugi Maher Salal Has Baz (hebr. "brz grabež, hitar plijen", Iz 8 3). Pisana je u vremenu između oko 586. i 125. g. pr. Kr. Učenjaci smatraju da je Izaija napisao samo mali dio knjige, a tradicionalno se smatra da je pisac cijele knjige. Spominje perzijskog kralja Kira Velikoga puno prije njegove vladavine (Iz 45 1-5). Josip Flavije, židovski povjesničar napisao je, kako je Kir Veliki pročitao što je Izaija napisao o njemu, što ga je potaklo, da dopusti povratak Židova iz babilonskog progonstva. 
Knjiga ima 66 poglavlja i može se podijeliti u tri dijela. U prvom dijelu (od 1. do 35. poglavlja), opisuje se izvanjska povijest Izraela. Tu su proročanstva o posljednjim vremenima, o Božjem odnosu prema izraelskom narodu i susjednim narodima. U poglavljima od 28. do 35. je šesterostruko jadikovanje nad Jeruzalemom, lošim odlukama naroda, jer su se pouzdavali u ljude, a ne u Boga. Izaija je kritičar politike izraelskih kraljeva. Upozorio je kralja Ahaza, da ne sklapa savez s Asirijom, a kasnije i njegova nasljednika, da ne sklapa savez s Egiptom, jer se treba osloniti na Jahvu, a ne na ljudsku pomoć Drugi dio knjige (od 36. do 39. poglavlja) je povijesni odlomak o životu kralja Ezekije. Navodi događaje iz Druge knjige o Kraljevima, u kojima je naglašena Ezekijina pobožnost koje se očituje u Izaijinom proroštvu. Značajno je da on sve do kraja ponavlja srž svoje poruke: treba se uzdati u Jahvu, a ne u sile ovoga svijeta. Treći dio (od 40. do 66. poglavlja) je o unutarnjoj povijesti Izraela, o odnosu naroda prema Mesiji (Isusu), opisano je izbavljenje iz Babilona te završava opisom Kristove vladavine u Tisućgodisnjem kraljevstvu. Izaija velik broj puta spominje Mesiju, kako će obećani Spasitelj biti sam Bog, da će se utjeloviti Sin Božji. Bit će vjeran Bogu Ocu, trpjet će bol i mučenja, otkupit će ljude od grijeha: "Prezren bješe, odbačen od ljudi, čovjek boli, vičan patnjama, od kog svatko lice otklanja, prezren bješe, odvrgnut. A on je naše bolesti ponio, naše je boli na se uzeo, dok smo mi držali da ga Bog bije i ponižava. Za naše grijehe probodoše njega, za opačine naše njega satriješe (Iz 53 3-5)." Velik broj puta spominju se i riječi "spasenje" i "Svetac Izraelov".
Izaijina knjiga citira se oko 60 puta u Novom zavjetu, više nego sve druge biblijske proročke knjige zajedno.  
Počevši od 1947. godine u spiljama nedaleko od Kirbet Qumrana, blizu sjeverozapadne obale Mrtvog mora pronađeni su svici, koji su uključivali proročanstvo Izaije. Lijepo su napisani na dobrom sačuvanom predmasoretskom hebrejskom jeziku stari oko 2000 godina.